# 圣奥斯定门 (贝加莫)

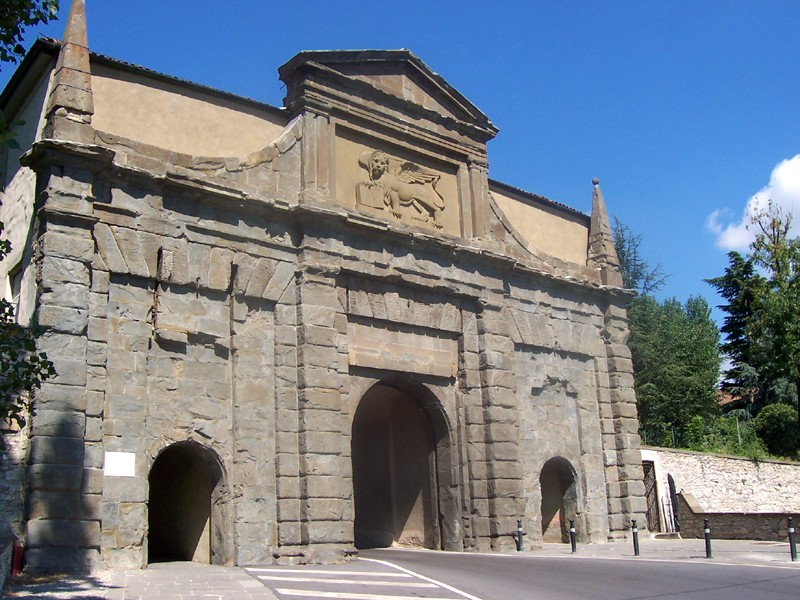

圣奥斯定门，（Porta Sant'Agostino；贝加莫方言：Pórta Sant'Agostì）是意大利贝加莫上城东侧的城门，其名称来自圣奥斯定修道院的大型建筑群。它与城墙同时建造，, 1561年，威尼斯共和国决定建造，由博纳乌托·洛里尼设计，,以保卫威尼斯共和国的西部领土。 在米兰的弗朗西斯科二世·斯福爾扎去世（1535年）、签订卡托-康布雷西和约（1559年）后，米兰已成为西班牙的一个省份。城墙上的四个城门分别通往四个方向：南面是圣雅各伯门（Porta San Giacomo），北面的圣老楞佐门（Porta San Lorenzo），以及西面的圣亚历山大门（Porta Sant'Alessandro）。
2017年7月9日，威尼斯城墙及其4个城门成为联合国教科文组织世界遗产15至17世纪威尼斯共和国的防御工事的一部分。

## 历史与建筑
圣奥斯定门位于圣奥斯定修道院的大型建筑群中，面朝东方。它设计于1562年，却是建于1574年，